# Fuente de San Vicente de Catí
La fuente de San Vicente de Catí, en la comarca del Alto Maestrazgo, provincia de Castellón, es una fuente, llamada antiguamente “Font Nova”, encima de la cual se construyó la conocida como “Capilla de San Vicente Ferrer”, y está catalogada como Bien de Relevancia Local, con la categoría de Espacio etnológico de interés local, con códigoː 12.02. 042-019, inmueble considerado de relevancia local por estar incluido en el expediente de declaración del Bien de Interés Cultural conocido como  Conjunto Histórico Artístico o por complementarlo.

## Historia
El núcleo urbano de Catí presenta una curiosa forma alargada cuyo origen se debe a que en los extremos más distantes existían desde tiempos antiquísimos dos fuentes, una conocida como la “Font Vella” y otra que se le llamó la “Font Nova”. Estas dos fuentes eran los puntos de abastecimiento de agua de la población, por lo que eran cuidadas y en ellas se realizaban constantes trabajos de mantenimiento y mejora, de hecho hay documentación sobre sus reparaciones durante el siglo XIV, en las que se restauran y mejoran tanto las conducciones de agua como las pilas de los abrevaderos que resultaban imprescindibles para la supervivencia del ganado de la zona. Ambas fuentes se situaban a los extremos de la calle Mayor y dos plazas, la “de Dalt” y la “de Baix” servían de conexión entre los dos manantiales.
Durante el siglo XVIII Catí aumentó considerablemente su población, lo que llevó consigo la construcción de nuevas casas, que supusieron nuevas infraestructuras (como un nuevo horno, por ejemplo) y con ellas la necesidad de ampliar el núcleo urbano en arrabales, surgiendo de este modo los arrabales de “les escoles”, “la Font Nova” o el de “Santa Ana” (que pese a estar situado extramuros, ya tenía casas construidas en 1370). El núcleo urbano se protegía, bien por las características orográficas del terreno, como ocurría en la parte de mediodía, bien mediante un pequeño muro que rodeaba todo el núcleo poblacional. Para poder entrar y salir este muro disponía de entradas que daban a las vías de comunicación más importantes de aquella época. A lo largo del tiempo se produjeron modificaciones, mejoras y cambios significativos tanto en el muro circundante como en los portales de entrada o en las calles del pueblo. En 1679, el Consejo de la villa acordó mejorar el portal del “Peiró de la Passió” o de la “Font Vella” y se aprovechó para erigir una capillita dedicada a San Roque encima de este portal, que en 1721 fue ampliada. Es posible que por ello, más tarde, en 1773 sobre el portal de la “Font Nova”, se edificara también una capilla esta vez dedicada a San Vicente Ferrer, motivo por el que la fuente comenzó a llamarse de “San Vicente”.
Con el paso del tiempo Catí aumentó nuevamente de población y con el avance de los transportes sus calles tuvieron que ir adaptándose al nuevo tráfico rodado, cosa que hizo que los portales de acceso al núcleo poblacional se adaptaran a las nuevas circunstancias. Eso supuso en muchos casos que se procediera a su destrucción, pese a haber llegado en uso hasta los primeros años del siglo XX. En 1922 se derribó el portal de la “Font Nova” o de “San Vicente”, para lo cual tuvo que solicitarse el consentimiento del Obispo de Segorbe, que en esos momentos era Luis Amigó Ferrer, construyéndose más tarde una nueva capilla para el santo encima del depósito de agua de la fuente. El resto de los portales de Catí se destruyeron en 1932, desapareciendo el de la calle de San Roque, el del Cementerio antiguo y el de Sant Joan.

## Descripción
Las capillas que se construyeron sobre los portales de Catí, tienen, más o menos, las mismas características constructivas, con materiales y técnicas sencillas. Normalmente se encontraban adosados a muros o a partes traseras de las casas, consistiendo en una puerta con arco de medio punto, con dovelas de piedra. En el caso de la Capilla de San Vicente se construyeron dos grandes pilastras separadas del portal, edificando sobre ella una espaciosa capilla en la que podía observase un altar, un retablo (de estilo neoclásico) y una imagen del santo (en el nicho del retablo); la capilla se remataba con una espadaña, con cubierta de tejas y una cruz forjada, para una sola campana.
Actualmente puede considerarse como un gran casalicio con techumbre de tejas, a dos aguas, que se abre a la calle mediante un gran arco de medio punto con balcón de forja. Por debajo de la capilla se pueden observar los caños de la fuente de San Vicente. A la izquierda está adosada a la vivienda contigua, mientras que es exenta por lado derecho.
Para acceder a la capilla hay que hacer uso de una puerta existente en la parte posterior, que da a una terraza a la que se puede acceder mediante una escalera.